# Planet E
Planet E — лейбл принадлежащий Карлу Крэйгу и выпускающий техно музыку, преимущественно американского происхождения. Planet E — это сокращение от Planet Earth (с англ. — «Планета Земля»).

## История
Лейбл начал свой путь 15 ноября 1991 года с классического релиза «4 Jazz Funk Classics» от собственного проекта Крэйга — 69. За время своего существования на лейбле издавались самые различные музыканты — как представители детройтской техно-сцены, вроде Элтона Миллера (англ. Alton Miller), Moodymann, Кевина Сондерсона (англ. Kevin Saunderson) и его проекта E-Dancer, так и видных представителей европейской интеллектуальной танцевальной музыки, вроде голландского проекта Newworldaquarium, музыкантов с лейбла Applied Phythmic Technology (или же сокращённо A.R.T.), немца Мартина Буттриха (нем. Martin Buttrich) и некоторых других.
Имеет в наличии два под-лейбла: I Ner Zon Sounds (созданный специально под проекты Наоми Даниэль, вокалистки, работающей с Крэйгом) и Community Project.